# 素他西尼·布提南
素他西尼·布提南（1975年5月1日—），泰国歌手及演员，也是阿茹亚·布提南夫人和勒瓦·布提南先生的女儿。他的父亲是泰国亚洲歌莱美的创立者。如今，她有许多在音乐及歌唱方面的作品，现在与美国房地产实业家马克·伽利·罗德加斯结婚。
素他西尼是从美国的南加州大学毕业的（本科生）。

## 作品
- 《安慰父亲》，为勒瓦·布提南举办的演唱会
- 2001年，《THE LORD OF THE RINGS》的配音 (阿文)
- 2002年，《云上的宝座》歌舞剧（班瓦）
- 2008年，《画中情思》歌舞剧（吉勒迪）；与素格力·威塞哥（诺邦）合作
- 2010年，《龙之上的天鹅》，小刘